# گئورگیوس رالیس
گئورگیوس رالیس (یونانی: Γεώργιος Ιωάννου Ράλλης؛ ۲۶ دسامبر ۱۹۱۸ – ۱۵ مارس ۲۰۰۶) یک سیاست‌مدار و دیپلمات اهل یونان بود.